# Tansillites
Tansillites es un género de foraminífero bentónico de la subfamilia Calcivertellinae, de la familia Cornuspiridae, de la superfamilia Cornuspiroidea, del suborden Miliolina y del orden Miliolida. Su especie tipo es Tansillites anfractuosus. Su rango cronoestratigráfico abarcaba el Capitaniense (Pérmico medio).

## Discusión
Clasificaciones más recientes incluyen Tansillites en la familia Calcivertellidae de la superfamilia Nubecularioidea.

## Clasificación
Tansillites incluye a la siguiente especie:
- Tansillites anfractuosus †